# إنريكي تييرنو
إنريكي تييرنو غالبان (بالإسبانية: Enrique Tierno Galván) سياسي وعالم اجتماع وقانوني وكاتب إسباني، ولد بمدريد في 8 فبراير 1918. أسس الحزب الاشتراكي للداخل والذي أطلق عليه فيما بعد ابتداء من 1974 الحزب الاشتراكي الشعبي. وتوفي بمدريد في 19 يناير 1986.

## حياته
عمل إنريكي تييرنو كأستاذ للقانون السياسي في جامعتي مرسية (بين 1948 و1953) وشلمنقة (بين 1953 و1965). في 1965، تم توقيفه عن العمل الجامعي، بمعية جامعيين آخرين، خوصي لويس لوبيث أرانغورين وأغوستين غارثيا كالبو، بتهمة تحريض الطلبة على العمل السياسي.

بعد اشتغاله بالتدريس في جامعة برينستون (بين 1966 و1967)، عاد تييرنو إلى إسبانيا، في 1968، حيث أسس، تحت غطاء السرية، الحزب الاشتراكي للداخل (Partido Socialista del Interior)، والذي تسمى، ابتداء من 1974 بالحزب الاشتراكي الشعبي (Partido Socialista Popular).

في 1974، وفي خضم مسلسل الانتقال الديمقراطي الإسباني، كان تييرنو من بين مؤسسي المجلس الديمقراطي (Junta democratica)، وهو تنسيقية مطالبة بالإصلاح السياسي، ضمت علاوة على الحزب الاشتراكي الشعبي، الحزب الشيوعي الإسباني والحزب الكارلي، وشخصيات مستقلة.

سيسترجع تييرنو، في 1976، منصبه الجامعي مشتغلا في جامعتي شلمنقة ومدريد. في انتخابات 1977، سيتم انتخابه كنائب برلماني، عن مقاطعة مدريد، ضمن نواب الحزب الاشتراكي الشعبي الستة المنتخبين في برلمان 1977.

لن يلبث حزبه، سنة بعد ذلك (1978) أن يندمج في صفوف الحزب الاشتراكي العمالي، حيث سينصب تييرنو رئيسل شرفيا لحزب فيليبي غونثاليث. أعيد انتخاب تييرنو في انتخابات مارس 1979 البرلمانية، وفي أبريل 1979، انتخب كعمدة لمدريد بتحالف ضم الاشتراكيين والشيوعيين. أعيد انتخابه لعمودية مدريد سنة 1986. تميزت سنوات تسييره السبع لشؤون العاصمة، بالشعبية الكبيرة التي اكتسبها وسط الساكنة بفضل سياساته التعميرية والتجميلية للمدينة، وخصوصا بفضل حسه الفني والثقافي الذي تجلى في دعمه الكبير للحركية الثقافية التي ميزت مدريد في عقد الثمانينات، والمعروفة باسم الموبيدا.

## روابط خارجية
- إنريكي تييرنو على موقع مونزينجر (الألمانية)